# کالای اقتصادی
در اصطلاح علم اقتصاد، محصولات و موادّ مختلفی که توسط تولیدکننده، به بازار عرضه شود و در برابر دریافت پول، یکی از نیازهای انسان را تأمین و رفع کند، کالا نام دارد. کالاهایی که در بازار عرضه می‌شوند، و به فروش می‌رسند تا توسط مصرف‌کنندگان خریداری شوند و به مصرف برسند، کالاهای مصرفی نام دارند. کالاهایی که تولیدکنندگان دیگری برای تولید کالاهای مختلف دیگر، آن‌ها را خریداری کنند و مورد استفاده قرار دهند، کالای واسطه‌ای نامیده می‌شود. کالاهایی که نیازهای اوّلیّهٔ مصرف‌کنندگان را تأمین می‌کند، کالاهای ضروری و کالاهایی که برای تأمین نیازهای کم‌اهمیت تر مصرف می‌شود، کالاهای تجملّی نامیده می‌شود.

## تقسیمات
کالای اقتصادی به کالاهای خوب و بد تقسیم می‌شوند. کالاهایی که فرد برای کسب آن حاضر به پرداخت مبلغی باشد کالای خوب و کالا یا خدمتی که فرد برای دور شدن از آن حاضر به پرداخت باشد کالای بد می‌باشد. مثلاً آشغال یا درد دندان.
کالاهای اقتصادی از دیدگاه مصرف نیز قابل تقسیم می‌باشند:

| تقسیم‌بندی کالاهای اقتصادی | تقسیم‌بندی کالاهای اقتصادی | قابلیت جلوگیری از مصرف                     | قابلیت جلوگیری از مصرف                                    |
| تقسیم‌بندی کالاهای اقتصادی | تقسیم‌بندی کالاهای اقتصادی | بله                                        | خیر                                                       |
| رقابت مصرف‌کنندگان         | بله                       | کالاهای خصوصی: غذا، لباس، خودرو و …        | کالاهای مشترک: محیط زیست                                  |
| رقابت مصرف‌کنندگان         | خیر                       | کالاهای گروهی: باشگاه‌های ورزشی، کافه‌ها و … | کالاهای عمومی: امنیت عمومی پلیس، ارتش و تلویزیون‌های آنتنی |

## مثال
برای نمونه اگر دعای خیر گدا برای فردی با ارزش باشد و برای وی مطلوبیت و خوشایندی داشته باشد، آن دعای خیر یا رضایتمندی گدا برای شخص یک کالای اقتصادی می‌باشد؛ ولی راهنمایی یک پدر در زمینه‌های اقتصادی ویا سایر زمینه‌ها در صورتیکه برای فرد رضایتمندی نداشته باشد، کالای اقتصادی محسوب نمی‌شود.